# Mark van der Zijden
Mark van der Zijden (Países Bajos, 22 de octubre de 1973) es un nadador neerlandés retirado especializado en pruebas de estilo libre media distancia, donde consiguió ser subcampeón mundial en 1998 en los 4x200 metros estilo libre.

## Carrera deportiva
En el Campeonato Mundial de Natación de 1998 celebrado en Perth (Australia), ganó la medalla de plata en los relevos de 4x200 metros estilo libre, con un tiempo de 7:16.77 segundos, tras Australia (oro con 7:12.48 segundos) y por delante de Reino Unido (bronce con 7:17.33 segundos).